# Доротея Віманн
Катаріна Доротея Пірсон (нім. Katharina Dorothea Pierson), відома як Доротея Віманн чи Фіманн (нім. Dorothea Viehmann; 8 листопада 1755, Ренгерсгаузен — 17 листопада 1815, Кассель) — німецька оповідачка, чиї перекази народних переказів стали одним з найважливіших джерел Зібрання німецьких казок («Kinder — und Hausmärchen»), підготовленого братами Грімм.

## Життєпис
Катаріна Доротея Пірсон народилася на півночі землі Гессен у селі Ренгерсгаузен, яке вже за її життя стало частиною міста Баунаталь. Її батько був шинкарем, а предки по батьківській лінії — гугенотами, що переселилися в околиці Касселя після скасування Нантського едикту. Завдяки цим французьким кореням Доротеї до опублікованого братами Грімм зібрання казок потрапили й деякі народні варіації французьких казок і переказів. На постоялому дворі її батька, єдиному на всю округу, зупинялися торговці, робітники, візники, мандрівники з різних кінців країни; від них Доротея, яка допомагала батькові господарювати в трактирі, чула різні історії, саги й казки.
1777 року Доротея взяла шлюб з кравцем на ім'я Ніколаус Віманн (нім. Nikolaus Viehmann) і через 10 років переїхала з ним у село Нідерцверен (нині частина міста Кассель). Через кілька років овдовіла, залишившись одна з сімома дітьми. Втім, у неї залишився просторий будинок і досить великий сад: Доротея забезпечувала себе і дітей, продаючи вирощене в ньому.

## Інформаторка Братів Грімм
1813 року Доротея Віманн познайомилася з братами Грімм, яким розповіла щонайменше 76 казок: з них 40 виявилися для Братів Грімм зовсім невідомими, а решта 36 були регіональними варіаціями вже зафіксованих (за ними Якоб Грімм підвів різночитання в другому томі Зібрання казок). Вільгельм Грімм написав про неї:
Цілком випадково ми познайомилися з однією селянкою з села Нідерцверен, що під Касселем <…> Пані Віманн було трохи більше 50 років, вона ще зберігала бадьорість і міцно тримала в пам'яті старі саги.
У більшості випадків брати Грімм або самі записували з пам'яті щойно почуту казку, або отримували її текст від будь-якого інформатора (наприклад, від Людовіни Гакстгаузен або Доротеї Вільд). Але у випадку з Доротеєю Віманн брати́ отримали в розпорядження щось на зразок стенограми, де могли бути зафіксовані як найдрібніші сюжетні подробиці, так і діалектальні особливості оповідачки:
Перший раз вона розповідає зовсім вільно, потім, якщо попросять, повільно повторює ще раз, так що за певного тренування за нею можна і записувати. За цього способу багато що вдається записати буквально, завдяки чому записане не викликає сумніву в його справжності.
Особливо зацікавила братів та обставина, що розповідаючи одну і ту ж казку кілька разів (навіть зі значною перервою у часі), Віманн точно відтворювала її тими самими словами. Вільгельм так схарактеризував цю особливість:
Хто вважає, що легкі спотворення під час передання казок неминучі, що вони недбало зберігаються оповідачем у пам'яті і тому, як правило, неможливе їх довге життя, тому слід було б послухати, наскільки вона точна (Доротея Віманн) під час повторення розказаного; повторюючи, вона нічого не змінює і, якщо помітить помилку, зразу ж сама перериває оповідь і виправляє її.
Серед відомих казок, переданих Доротеєю Віманн, такі:
- «Чорт і його бабуся»
- «Інвентар»
- «Лікар Всезнай»
- «Ледача пряля» тощо.